# Facundo Erpen
Facundo Adrián Erpen (Gualeguaychú, 19 maggio 1983) è un ex calciatore argentino, di ruolo difensore.

## Palmarès

### Club

#### Competizioni nazionali
- MLS Supporters' Shield: 2

D.C. United: 2006, 2007
- Coppa del Messico: 1

Puebla: Apertura 2015